# Ryan Guzman
Ryan Anthony Guzman (Abilene, 1987. szeptember 21. –) mexikói-amerikai színész.
A Step Up 4. – Forradalom (2012) és Step Up – All In című zenés filmekben Sean Asát alakította. Ismert televíziós szerepei közé tartozik Carlos Gutierrez a Hősök: Újjászületés című minisorozatban és Edmundo "Eddie" Diaz a 911 L.A. bűnügyi sorozatban.

## Gyermekkora
A texasi Abilene-ben született. Apja a mexikói Ramon Guzman. Édesanyja, Lisa Kaliforniában született, angol, német, francia, holland és svéd származású. Fiatalkorában Guzman anyja szülővárosába, Sacramentóba költözött. 2005-ben a West Campus Középiskolában végzett, majd a Sierra-i főiskolára járt. Guzmannak van egy öccse, Steven.

## Magánélete
Barátnője Chrysti Ane színésznő, első gyermekük, egy Mateo Lopes nevű fiú 2019 januárjában született. Guzman még a szülés előtt az Entertainment Tonightnak adott interjújában elárulta: „Anyukám életem nagy részében óvodát vezetett, és az egyik gyereket, akire vigyázott, Mateónak hívták, Ő volt az egyik legédesebb gyerek. Amint megtudtam, hogy fiam lesz, azonnal ezt a kisgyereket képzeltem el.”
Második gyermekük, Genevieve Valentina nevű lányuk 2021. január 7-én jött világra.

## Filmográfia

### Film
| Év   | Magyar cím              | Eredeti cím              | Szerep          | Magyar hang  |
| ---- | ----------------------- | ------------------------ | --------------- | ------------ |
| 2012 | Step Up 4. – Forradalom | Step Up Revolution       | Sean Asa        | Czető Roland |
| 2014 |                         | April Rain               | Alex Stone      |              |
| 2014 |                         | There's Always Woodstock | Dylan           |              |
| 2014 | Step Up – All In        | Step Up: All In          | Sean Asa        | Czető Roland |
| 2015 | A szomszéd fiú          | The Boy Next Door        | Noah Sandborn   | Fehér Tibor  |
| 2015 | Jem and the Holograms   | Jem and the Holograms    | Rio Raymond     | Fehér Tibor  |
| 2015 |                         | Beyond Paradise          | Sebastian       |              |
| 2016 |                         | Everybody Wants Some!!   | Kenny Roper     |              |
| 2018 |                         | Papi Chulo               | Rodrigo         |              |
| 2018 | Visszafejtés            | Backtrace                | Lucas           | Czető Roland |
| 2018 |                         | Armed                    | Jonesie         |              |
| 2019 |                         | Windows on the World     | Fernando        |              |
| 2019 |                         | The Cleansing Hour       | Max             |              |
| 2024 | Időugrás                | The Present              | Richard Addison | Hajdu Tibor  |

### Televízió
| Év        | Magyar cím             | Eredeti cím               | Szerep               | Megjegyzések           |
| --------- | ---------------------- | ------------------------- | -------------------- | ---------------------- |
| 2012      |                        | Cameras                   | Ryan                 | 1 epizód               |
| 2013      | Az álompasi            | Ladies' Man: A Made Movie | Brett                | tévéfilm               |
| 2013–2014 | Hazug csajok társasága | Pretty Little Liars       | Jake                 | 9 epizód               |
| 2015–2016 | Hősök: Újjászületés    | Heroes Reborn             | Carlos Gutierrez     | főszereplő (13 epizód) |
| 2016      |                        | Notorious                 | Ryan Mills           | főszereplő (10 epizód) |
| 2017      |                        | Chopped Junior            | bíró                 | 1 epizód               |
| 2018-     | 911 L.A.               | 9-1-1                     | Edmundo 'Eddie' Diaz | főszereplő             |
| 2021      | 911-Texas              | 9-1-1: Lone Star          | Edmundo 'Eddie' Diaz | 1 epizód               |

## Fordítás
- Ez a szócikk részben vagy egészben  a   Ryan Guzman című angol Wikipédia-szócikk ezen változatának fordításán alapul.  Az eredeti cikk szerkesztőit annak laptörténete sorolja fel. Ez a jelzés csupán a megfogalmazás eredetét és a szerzői jogokat jelzi, nem szolgál a cikkben szereplő információk forrásmegjelöléseként.